# Reese Wynans
Reese Wynans (Sarasota, 28 de noviembre de 1947) es un tecladista estadounidense, reconocido por su trabajo con las bandas Double Trouble y Captain Beyond.

## Carrera
A finales de los años 1960 formó parte de una banda llamada Second Coming. En 1973 tocó con la banda de rock progresivo Captain Beyond en el álbum Sufficiently Breathless. Poco tiempo después abandonó la agrupación, argumentando una pobre planeación y organización. Entre 1985 y 1990 hizo parte de la agrupación Double Trouble, liderada por el virtuoso guitarrista de blues Stevie Ray Vaughan. Tocó los teclados en los discos Soul to Soul e In Step, saliendo de la formación tras la trágica muerte de Vaughan en un accidente de helicóptero. Después se mudó a Nashville, donde empezó a trabajar como músico de sesión y artista en vivo para destacados nombres del blues, el country y el rock como Brooks & Dunn, Trisha Yearwood, Martina McBride, Hank Williams Jr., Buddy Guy, John Mayall, Kenny Wayne Shepherd, Colin James, Ana Popovic, Dudley Taft, Eli Cook, Los Lonely Boys y Joe Bonamassa. En 2019 editó su primer álbum como solista, llamado "Sweet Release", con la colaboración de los miembros de Double Trouble, Joe Bonamassa y Kenny Wayne Shepherd, entre otros.